# Pleitas
Pleitas település Spanyolországban,  Zaragoza tartományban. Pleitas Bárboles, Bardallur, Plasencia de Jalón és Pedrola községekkel határos. Lakosainak száma 30 fő (2024).

## Népesség
A település népessége az utóbbi években az alábbiak szerint változott:
| Lakosok száma | 58   | 62   | 57   | 51   | 52   | 43   | 41   | 34   | 38   | 30   |
|               | 2001 | 2004 | 2007 | 2009 | 2012 | 2014 | 2017 | 2019 | 2022 | 2024 |